# Sommelier

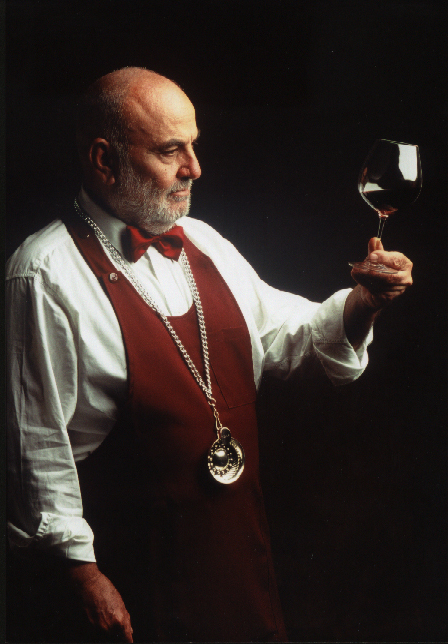
Sommelier s degustačním pohárkem na krku

Sommelier nebo též someliér je gastronomický odborník, specialista na víno, ostatní nápoje a na kombinace pokrmů, nápojů. Není avšak vůbec výjimkou, vztahuje-li se tento termín v německy, či francouzsky hovořících krajinách i na odborníka na chleba.

## Historie
Slovo sommelier má svůj původ ze slov:
- Somme / Sommier v provensálského dialektu „saumalier“ – tzn. zodpovědný za zvířecí potah – doprava vína.
- Sommé (pověřený) jeden z mnichů v klášteře, pověřený péčí o prostírání, chléb, víno a nádobí.

Povolání sommelier má počátky v 19. století, kdy vznikaly velké hotely a exkluzivní restaurace. Doporučení sommeliera pak ovlivňuje subjektivní vnímaní chuti.

## Současnost
Sommelier je gastronomický specialista na víno, snoubení pokrmů a vína, ostatní nápoje a delikatesy. Je schopen provádět profesionální degustaci vín a dalších nápojů a posoudit jejich kvalitu a správné využití.